# Ferrocarril en Reino Unido

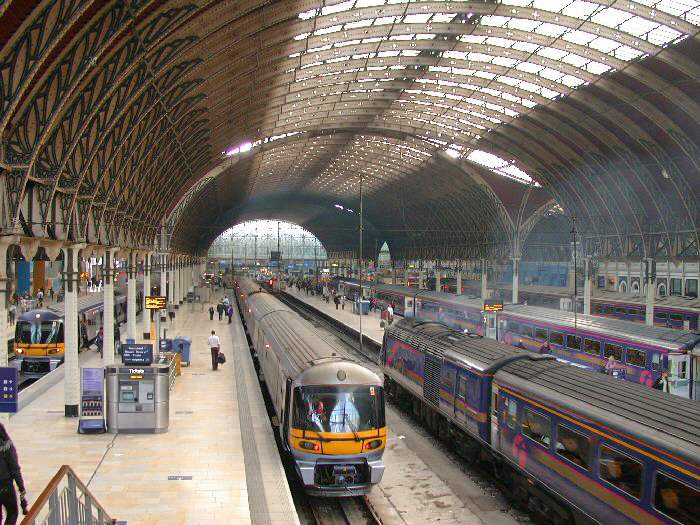
Estación de Paddington en Londres

El sistema ferroviario en Gran Bretaña es el más antiguo del mundo y el primer ferrocarril público propulsado por locomotora del mundo fue inaugurado en 1825. La mayor parte de las vías son administradas por Network Rail, que en 2014 contaba con una red de 15 753 kilómetros de líneas con ancho de vía estándar, de los cuales estaban electrificados 5 268 kilómetros. Estas líneas son vía única, doble y en ciertos tramos de vía cuádruple. Además, algunas ciudades tienen sistemas separados de transporte masivo sobre rieles (incluyendo el extenso e histórico Metro de Londres). También hay varios ferrocarriles privados (algunos de ellos de vía estrecha), que son principalmente líneas turísticas cortas. La red ferroviaria británica está conectada con la de Europa continental por un enlace ferroviario submarino, el Túnel del Canal, inaugurado en 1994.
El Reino Unido es miembro de la Unión Internacional de Ferrocarriles (UIC). El código de país UIC para Reino Unido es 70. El Reino Unido cuenta con la decimoctava red ferroviaria más grande del mundo. A pesar de que muchas líneas han cerrado en el siglo XX, sigue siendo una de las redes ferroviarias más densas. Es uno de los ferrocarriles con más tráfico de Europa, con un 20% más de servicios de tren que Francia, un 60% más que Italia y más que España, Suiza, Países Bajos, Portugal y Noruega juntas.
En 2013 hubo 1,59 mil millones de viajes en la red de National Rail, por lo que la red británica fue la quinta más utilizada en el mundo (Gran Bretaña ocupa el número 23 en la población mundial). A diferencia de otros países, los viajes en tren en el Reino Unido han disfrutado de un renacimiento en los últimos años, de manera que los kilómetros/millas recorridas han igualado y superado los máximos alcanzados durante la década de 1940. Esto se atribuye, en parte, a un alejamiento del transporte privado debido a las crecientes congestiones de las carreteras y el aumento de los precios del petróleo, pero también al hecho de que viajar en general (en todas sus modalidades) se ha incrementado con el aumento de la riqueza.

## Historia

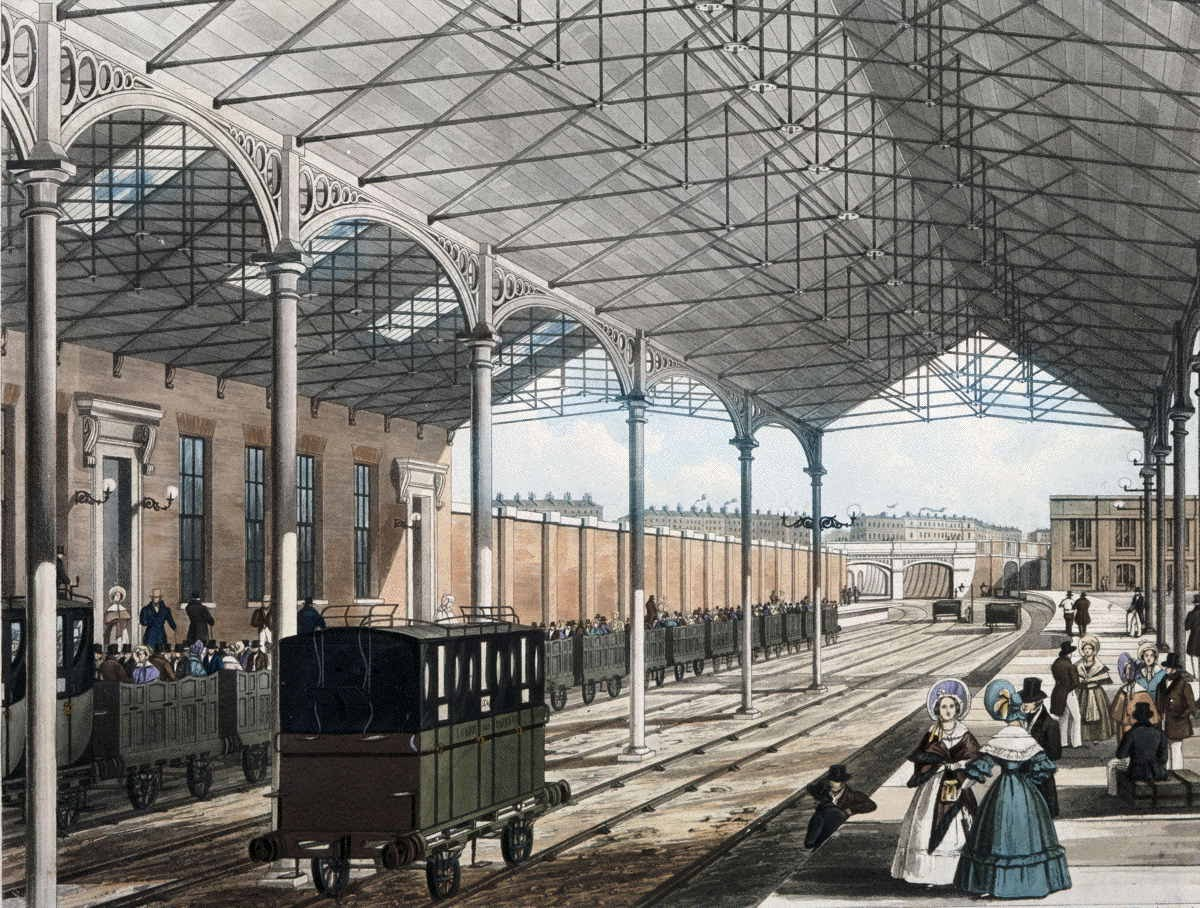
Estación de Euston Londres, en 1837, que muestra el techo de hierro forjado.

El sistema fue construido originalmente como un mosaico de enlaces ferroviarios locales operados por pequeñas empresas ferroviarias privadas. A lo largo de los siglos XIX y principios del XX, estos se fusionaron o fueron comprados por los competidores hasta que sólo un puñado de grandes empresas permanecieron. Toda la red fue puesta bajo el control del gobierno durante la Primera Guerra Mundial y se puso de manifiesto una serie de ventajas de la fusión y la planificación. Sin embargo, el gobierno se resistió a las convocatorias de nacionalización de la red (primero propuesto por William Ewart Gladstone ya en la década de 1830). En cambio, desde el 1 de enero de 1923, casi todas las empresas restantes se agruparon en las "Big Four" («las cuatro grandes»): Great Western Railway, London and North Eastern Railway, London, Midland and Scottish Railway y Southern Railway (también había un número de otros ferrocarriles conjuntos como Midland and Great Northern Joint Railway y Cheshire Lines Committee, así como ferrocarriles conjuntos especiales como Forth Bridge Railway, Ryde Pier Railway o East London Railway). El "Big Four" eran empresas públicas anónimas que continuaron funcionando el sistema ferroviario hasta 31 de diciembre de 1947.
El crecimiento del transporte por carretera durante los años 1920 y 1930 redujo considerablemente los ingresos de las compañías ferroviarias. Las compañías ferroviarias acusaron al gobierno de favorecer el transporte por carretera a través de la construcción subvencionada de carreteras. Los ferrocarriles entraron en un lento declive debido a la falta de inversión y los cambios en la política de transporte y los estilos de vida. Durante la Segunda Guerra Mundial las gerencias de las empresas se unieron, formando efectivamente una empresa. Un retraso en el mantenimiento desarrollado durante la guerra y el sector privado sólo tenía dos años para hacer frente a este después de que la guerra terminase. A partir de 1945, tanto por razones prácticas e ideológicas, el gobierno decidió llevar el servicio ferroviario al sector público.

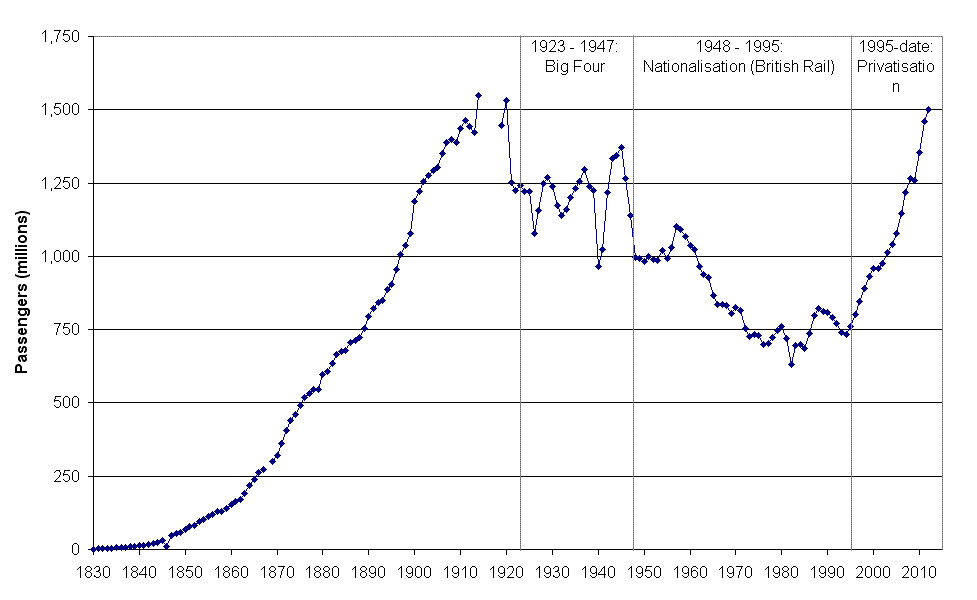
Número de viajeros en los ferrocarriles británicos en el periodo 1830–2012 (en millones).

Desde el inicio de 1948, las empresas que formaban el "Big Four" fueron nacionalizadas para formar British Railways (posteriormente British Rail) bajo el control de la British Transport Commission. Aunque British Railways era una sola entidad, fue dividida en seis (más tarde de cinco) autoridades regionales, de acuerdo con las áreas existentes de operación. Aunque hubo algunos cambios iniciales en el servicio, el uso aumentó y la red se convirtió en rentable. La regeneración de las vías y las estaciones se completó hacia 1954. En ese mismo año, los cambios en la British Transport Commission, incluida la privatización del transporte por carretera, terminaron la coordinación del transporte en Gran Bretaña. Los ingresos de los ferrocarriles cayeron y en 1955 la red de nuevo dejó de ser rentable. A mediados de la década de 1950 se produjo la rápida introducción del material rodante diesel y eléctrico, pero la reversión esperada de la carretera al ferrocarril no se produjo y las pérdidas comenzaron a acumularse.
El deseo de rentabilidad llevó a una reducción importante en la red a mediados de la década de 1960 con el director de Imperial Chemical Industries, el Dr. Richard Beeching, que recibió del gobierno la tarea de reorganización de los ferrocarriles. Muchas líneas secundarias (y un número de líneas principales) estaban cerradas debido a que se consideraban poco rentables (el conocidos como "Plan Beeching" de 1963), la eliminación de gran tráfico de enlace de los principales servicios de pasajeros de línea. En el segundo informe de Beeching de 1965 sólo se seleccionaron las "principales rutas troncales" para la inversión a gran escala, lo que llevó a muchos a especular que el resto de la red, con el tiempo, sería cerrada. Esto nunca fue implementado por British Railways.

La red ferroviaria propuesta por el plan de recortes "Beeching II"

Los servicios de pasajeros experimentaron un renacimiento con la introducción de trenes interurbanos de alta velocidad en la década de 1970. Los niveles de pasajeros han fluctuado desde entonces, con aumento en los períodos de crecimiento económico y caída durante las recesiones. En la década de 1980 predominaron los severos recortes en la financiación del gobierno de Margaret Thatcher e incrementos de las tarifas por encima de la inflación, mientras que el servicio se hizo más rentable. [cita requerida]A principios de 1990, las cinco regiones geográficas fueron reemplazadas por una organización del sector, donde se organizaron los servicios de pasajeros en Inter City, la red sureste y otros sectores de servicios provinciales. Esta nueva organización mostró la promesa de ser una organización más eficiente de los ferrocarriles, pero apenas unos años después de su aplicación la estructura fue fragmentado por el proceso de privatización.
Las operaciones ferroviarias fueron privatizadas durante 1994-1997. La propiedad de las vías y la infraestructura pasó a Railtrack, mientras que las operaciones de pasajeros fueron franquiciadas a los operadores individuales del sector privado (originalmente eran 25 franquicias) y los servicios de transporte de mercancías vendidos directamente (se crearon seis empresas, pero cinco de ellas fueron vendidas a un mismo comprador ). El número de pasajeros aumentaron en la última década a niveles de finales de la década de 1940.[cita requerida]
La imagen pública de los viajes en tren fue severamente dañada tras una serie de graves accidentes que ocurrieron después de la privatización. Entre ellos destacó el accidente de Hatfield, causado por una fragmentación del carril debido al desarrollo de grietas microscópicas. Tras el accidente de Hatfield, la empresa de infraestructuras ferroviarias Railtrack impuso más de 1.200 restricciones de velocidad de emergencia en toda la red e instigó un programa de sustitución de las vías en todo el país extremadamente costoso. La severa interrupción operativa de la red nacional y los crecientes costos de la compañía, desembocaron en una serie de acontecimientos que dieron lugar a la caída definitiva de la empresa y su sustitución por Network Rail, una empresa regulada por el estado sin fines lucrativos. Sin embargo, según la Agencia Ferroviaria de la Unión Europea, en 2013 Gran Bretaña tenía los ferrocarriles más seguros de Europa en función del número de incidentes de seguridad por número de trenes.
A finales de septiembre de 2003 se terminó la primera parte de la High Speed 1, un enlace de alta velocidad por el túnel del Canal con Francia y Bélgica, que aumentaría significativamente la infraestructura ferroviaria del país. El resto del enlace, desde el norte de Kent a la estación de St. Pancras en Londres, fue inaugurado en 2007. En 1997 comenzó un importante programa de obras de rehabilitación en la West Coast Main Line y terminó en 2009, muy por encima del presupuesto (10 mil millones de libras esterlinas), tras muchos años de retraso y todavía sin llevar la línea hasta los estándares originalmente propuestos por Railtrack.

## Conexiones ferroviarias internacionales
Desde Gran Bretaña (con ancho de vía estándar), hacia:
- Francia (Eurostar) a través del túnel del Canal
 anteriormente por tren ferry.
- Bélgica (Eurostar) a través de Francia utilizando el túnel del Canal.
- Alemania (Deutsche Bahn[6]) a través de Francia utilizando el túnel del Canal.
- Irlanda del Norte (ancho de vía irlandés)
- Irlanda (Enterprise) entre Belfast y Dublín.

### Servicios de ferrocarril-ferry-ferrocarril
- Países Bajos - Dutchflyer, servicios de ferrocarril-ferry-ferrocarril
- Irlanda -  servicios de ferrocarril-ferry[7]